# 国立病院機構盛岡医療センター
国立病院機構盛岡医療センター（こくりつびょういんきこう もりおかいりょうセンター）は、岩手県盛岡市に所在する国立病院機構の病院。

## 概要
内科系各科（呼吸器科、アレルギー科、リウマチ科、循環器科、消化器科）と整形外科を中心の診療科としている。また、当病院で働く人のために保育園を併設している。

## 沿革

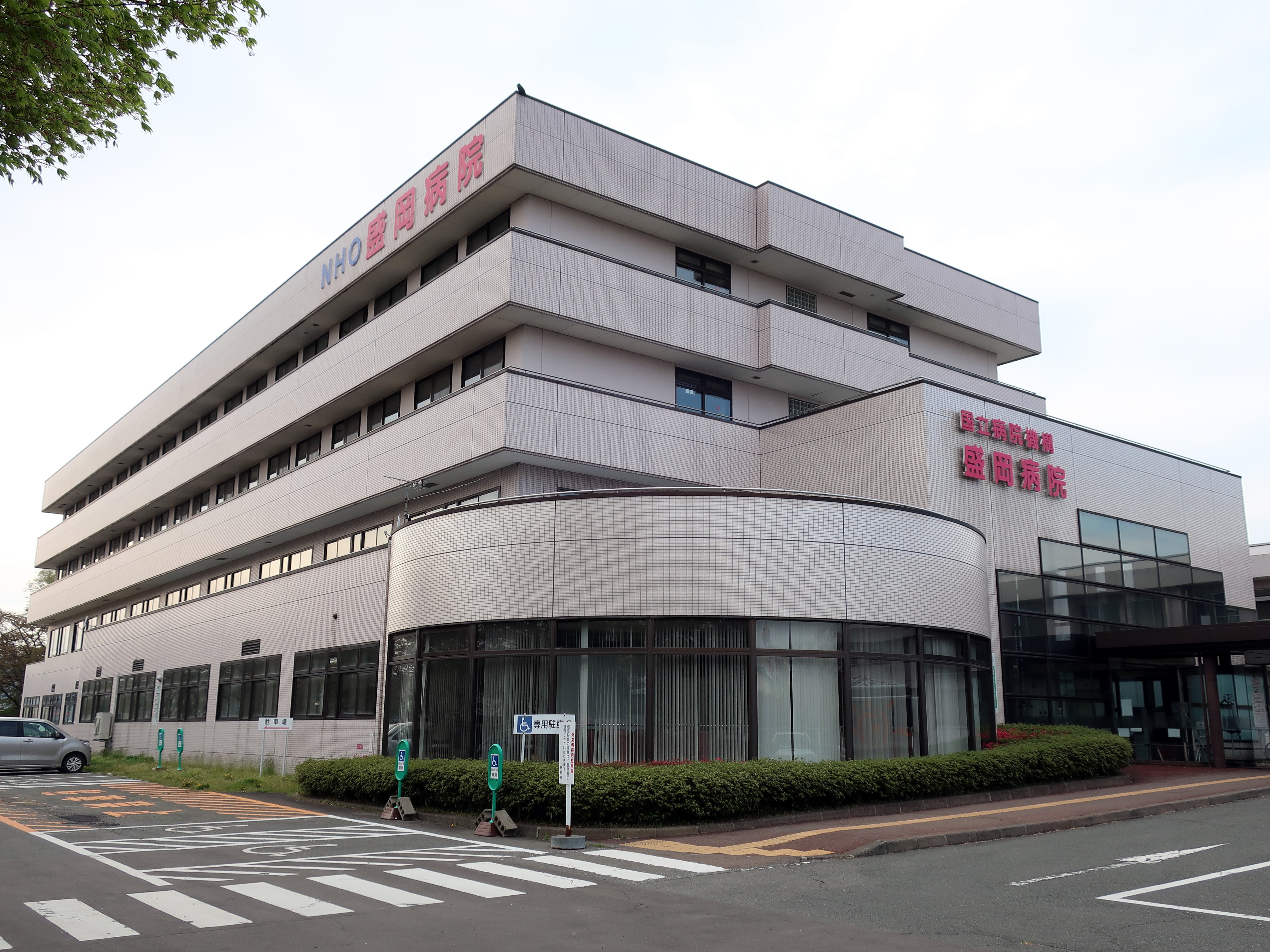
国立病院機構盛岡病院（2018年4月28日撮影）

旧国立療養所盛岡病院。2004年（平成16年）4月の独立行政法人国立病院機構発足に伴い、名称を独立行政法人国立病院機構盛岡病院に変更。

## 年表
- 2004年（平成16年）4月1日 - 独立行政法人国立病院機構発足に伴い、独立行政法人国立病院機構盛岡病院に変更。
- 2019年（平成31年）3月1日 - 名称を独立行政法人国立病院機構盛岡医療センターに変更。

## 診療科
- 内科
- 呼吸器科
- 循環器内科
- 神経内科
- 消化器内科
- 小児科
- 外科
- アレルギー科
- 整形外科
- 泌尿器科
- リハビリテーション科
- 放射線科
- 麻酔科
- 歯科
- リウマチ科

## 医療機関の指定等
- 保険医療機関
- 救急告示医療機関
- 病院群輪番制病院
- エイズ治療拠点病院
- 重症難病患者入院施設確保事業協力病院
- 結核指定医療機関
- 地域リハビリテーション協力病院

## 交通アクセス

### バス
- 岩手県交通
（盛岡駅バスターミナルを経由する主要路線のみ）
  - 盛岡駅前（9番のりば）経由
    - 南青山町線（204系統）…「国立病院前」で下車。
    - 青山町線（201、202、203、209、210系統）…「厨川中学校」で下車。徒歩約7分。
    - 滝沢かつらぎ団地線（227系統）…「国立病院北口」で下車。徒歩約1分。

  - 盛岡駅西口（24番のりば）経由
    - 滝沢ゆとりが丘団地線（222系統）…「国立病院前」で下車徒歩約5分。
      - バス停の位置は南青山町線のものと異なる。

### 鉄道
- IGRいわて銀河鉄道青山駅より徒歩約10分。